# Calumma emelinae
Calumma emelinae is een hagedis uit de familie kameleons (Chamaeleonidae). De wetenschappelijke naam van de soort werd voor het eerst voorgesteld door Proetzel, Scherz, Ratsoavina, Vences en Glaw in 2020. 